# Cristóbal Litrán
Cristóbal Litrán Canet (Almería, 1860-Rubí, 1926) fue un periodista, editor, traductor y publicista español.

## Biografía
Nació en septiembre de 1860 en Almería. Traductor  y director en Reus del periódico La Autonomía, habría publicado algunas obras de carácter novelesco. Estuvo involucrado en la editorial de las Publicaciones de la Escuela Moderna, de Francisco Ferrer Guardia, con quien mantuvo amistad y que le llegó a nombrar albacea testamentario. Fundó el semanario Pandemonium y fue redactor de El Progreso. Litrán, que era de pensamiento republicano y estuvo afiliado al partido federal, falleció el 26 de diciembre de 1926 en la localidad barcelonesa de Rubí, donde fue enterrado.